# 32ª Brigata artiglieria
La 32ª Brigata autonoma artiglieria (in ucraino 32-а окрема артилерійська бригада?, 32-a okrema artylerijs'ka bryhada, unità militare А1325) è un'unità di artiglieria del Corpo della fanteria di marina ucraina con base ad Altestove nell'oblast' di Odessa.

## Storia
La creazione di una nuova unità di artiglieria come parte della Marina ucraina è iniziata nell'autunno del 2015, distaccando un battaglione di lanciarazzi multipli BM-21 Grad dalla 406ª Brigata artiglieria e richiamando personale dalla 27ª Brigata artiglieria lanciarazzi. Questi elementi sono stati sottoposti ad addestramento per l'utilizzo dei BM-27 Uragan nell'inverno 2015-2016, e il 31 marzo è stata completata la formazione del 32º Reggimento artiglieria lanciarazzi (in ucraino 32-й реактивний артилерійський полк?, 32-j reakytvnyj artylerijs'kyj polk). Il comando è stato assegnato a Oleh Blanuca, capo dell'artiglieria della 72ª Brigata meccanizzata impegnata nella guerra del Donbass.
Mobilitato in seguito all'invasione russa dell'Ucraina, nel luglio 2022 il reggimento ha ricevuto i nuovi lanciarazzi multipli Burevij, sistemi sviluppati in Ucraina per sostituire gli Uragan di origine sovietica. All'inizio di aprile 2024 il reggimento è stato riorganizzato nella 32ª Brigata artiglieria.

## Struttura
- Comando di brigata[4]
- 1º Battaglione artiglieria
- 2º Battaglione artiglieria
- 3º Battaglione artiglieria
- Battaglione acquisizione obiettivi
- Battaglione di protezione
- Compagnia genio
- Compagnia manutenzione
- Compagnia logistica
- Compagnia comunicazioni
- Compagnia radar
- Compagnia difesa NBC
- Compagnia medica

## Comandanti
- Maggiore Roman Otkydač (dicembre 2015 - aprile 2016)[5]
- Colonnello Oleh Blanuca (aprile 2016 - 2019)[6]
- Colonnello Volodymyr Mohyl'nyj (2019 - in carica)[7]